# (468344) 2016 EN79
(468344) 2016 EN79 es un asteroide perteneciente al cinturón de asteroides, descubierto el 7 de julio de 2005 por el equipo Spacewatch desde el Observatorio Nacional de Kitt Peak (Arizona, Estados Unidos).